# Val-Sonnette
Val-Sonnette est, depuis le 1er janvier 2017, une commune nouvelle française située dans le département du Jura, dans la région culturelle et historique de Franche-Comté et la région administrative Bourgogne-Franche-Comté et regroupant les anciennes communes de Bonnaud, Grusse, Vercia et Vincelles. Elle s'agrandit le 1er janvier 2025 à l'ancienne commune de Sainte-Agnès.

## Géographie

### Localisation
| Mallerey                              | Trenal       | Cesancey      |
| Savigny-en-Revermont (Saône-et-Loire) | Val-Sonnette | La Chailleuse |
| Beaufort                              | Orbagna      | Rotalier      |

La commune se situe à une douzaine de kilomètres au sud ouest de Lons-le-Saunier,  à la limite du Revermont et de la Bresse, sur la RD1083 reliant Lons-le-Saunier à Bourg-en-Bresse.

### Géologie et relief
Un gisement de lignite est découvert en 1855 entre les villages d'Orbagna et de Sainte-Agnès. Une concession est accordée le 24 mai 1859 mais aucune exploitation n'a lieu.

### Hydrographie
Les 4 communes historiques, composant désormais Val-Sonnette, sont traversées par la Sonnette et qui se jette dans la Vallière à l'est de Sagy en Saône et Loire et qui a donné son nom à la nouvelle commune.

### Climat
Pour des articles plus généraux, voir Climat de la Bourgogne-Franche-Comté et Climat du département du Jura.
En 2010, le climat de la commune est de type climat de montagne, selon une étude du Centre national de la recherche scientifique s'appuyant sur une série de données couvrant la période 1971-2000. En 2020, Météo-France publie une typologie des climats de la France métropolitaine dans laquelle la commune est exposée à un climat semi-continental et est dans une zone de transition entre les régions climatiques « Bourgogne, vallée de la Saône » et « Jura ».
Pour la période 1971-2000, la température annuelle moyenne est de 11,3 °C, avec une amplitude thermique annuelle de 17,6 °C. Le cumul annuel moyen de précipitations est de 1 215 mm, avec 13 jours de précipitations en janvier et 8,7 jours en juillet. Pour la période 1991-2020, la température moyenne annuelle observée sur la station météorologique de Météo-France la plus proche, « Lons le Saunier », sur la commune de Montmorot à 9 km à vol d'oiseau, est de 11,8 °C et le cumul annuel moyen de précipitations est de 1 147,4 mm. 
La température maximale relevée sur cette station est de 39,8 °C, atteinte le 12 août 2003 ; la température minimale est de −19,6 °C, atteinte le 9 janvier 1985,,.
Les paramètres climatiques de la commune ont été estimés pour le milieu du siècle (2041-2070) selon différents scénarios d'émission de gaz à effet de serre à partir des nouvelles projections climatiques de référence DRIAS-2020. Ils sont consultables sur un site dédié publié par Météo-France en novembre 2022.

## Urbanisme

### Typologie
Au 1er janvier 2024, Val-Sonnette est catégorisée commune rurale à habitat dispersé, selon la nouvelle grille communale de densité à sept niveaux définie par l'Insee en 2022.
Elle est située hors unité urbaine. Par ailleurs la commune fait partie de l'aire d'attraction de Lons-le-Saunier, dont elle est une commune de la couronne,. Cette aire, qui regroupe 139 communes, est catégorisée dans les aires de 50 000 à moins de 200 000 habitants,.

### Voies de communication et transports
La commune est traversée par la RD1083 (ex RN 83) et par la voie de chemin de fer Lons-le-Saunier Bourg-en-Bresse.

## Toponymie
La nouvelle commune porte le nom de la rivière qui la traverse.

## Histoire
La commune est née du regroupement des communes de Bonnaud, de Grusse, de Vercia et de Vincelles qui deviennent des communes déléguées, le 1er janvier 2017. Son chef-lieu se situe à Vincelles.
Le 1er janvier 2025, la commune s'agrandit à l'ancienne commune de Sainte-Agnès.
Le mardi 7 janvier 2025 a lieu le premier conseil municipal après l'intégration de Sainte-Agnès. Le maire et les maires délégués sont élus au cours de la réunion. Brigitte Monnet reste maire de Val-sonnette.

## Politique et administration

### Liste des maires
| Période | Période  | Identité        | Étiquette | Qualité                           |
| ------- | -------- | --------------- | --------- | --------------------------------- |
| 2017    | En cours | Brigitte Monnet | EELV      | Conseillère régionale (2010-2015) |

### Communes déléguées
| Nom               | Code Insee | Intercommunalité    | Superficie (km2) | Population (dernière pop. légale) | Densité (hab./km2) |
| ----------------- | ---------- | ------------------- | ---------------- | --------------------------------- | ------------------ |
| Vincelles (siège) | 39576      | CC du Sud Revermont | 6,29             | 381 (2014)                        | 61                 |
| Bonnaud           | 39064      | CC du Sud Revermont | 1,65             | 51 (2014)                         | 31                 |
| Grusse            | 39264      | CC du Sud Revermont | 3,25             | 187 (2014)                        | 58                 |
| Sainte-Agnès      | 39474      | CC Porte du Jura    | 4,08             | 364 (2022)                        | 89                 |
| Vercia            | 39549      | CC du Sud Revermont | 4,06             | 308 (2014)                        | 76                 |

## Population et société

### Démographie
L'évolution du nombre d'habitants est connue à travers les recensements de la population effectués dans la commune depuis sa création.

En 2022, la commune comptait 1 309 habitants, en évolution de +43,53 % par rapport à 2016 (Jura : −0,81 %, France hors Mayotte : +2,11 %).
| 2015 | 2020 | 2022  |
| ---- | ---- | ----- |
| 918  | 936  | 1 309 |

## Culture locale et patrimoine

### Lieux et monuments
À Grusse, le château de Rochelle fut détruit à la Révolution, et il ne reste aucune trace. Situé dans la forêt de Grusse, il occupait toute la pente de la montagne, composé de deux tours principales et d'une ceinture de murailles avec 6 autres tours, il était considérable.
Dans le même village, un château de style néoclassique construit au début du XIXe siècle par le Baron Antoine Joseph Secrétan, la demeure au milieu d'un parc, est couverte d'une haute toiture à croupe, un avant-corps fait légèrement saillie sur la façade à chaînage d'angle, rythmée par l'horizontalité de ses bandeaux et la symétrie de ses fenêtres.

### Personnalités liées à la commune
- Désiré Barodet (1823-1906), parlementaire français, est mort à Vincelles (ce que rappelle une plaque fixée à la façade de la mairie de Vincelles)[20].
- le baron Antoine Joseph Secrétan, né au moulin de la Rochelle et décédé au château de Grusse[21].